# Riz Ahmed
Rizwan Ahmed (Wembley, Londres, 1 de diciembre de 1982), más conocido como Riz Ahmed, es un músico, actor, guionista y activista británico de ascendencia pakistaní ganador del premio Oscar y Emmy.
Es conocido por sus actuaciones en The Road to Guantanamo, Shifty, Britz, Four Lions y por sus personajes Rick, en Nightcrawler, y Nasir Khan, en The Night Of.
Sus últimos trabajos han sido en el western The Sisters Brothers, donde interpretó a Hermat Kermin Warm, y en la película de cómics de Marvel, Venom, donde interpretó a Carlton Drake/Riot.[cita requerida]
Además, en 2019 protagonizó la película de Amazon Studios, Sound of Metal, la cual le trajo la aclamación universal de la crítica especializada y del público debido a su actuación. Por su papel como Ruben Stone logró sus primeras nominaciones a los premios Óscar, BAFTA, Globos de Oro, SAG y Critics Choice Awards, entre otros.

## Biografía
Ahmed es británico de ascendencia pakistaní. Sus padres provienen de Karachi, en el Sind, Pakistán.

### Educación
Ahmed asistió a Merchan Taylors' School, en Northwood. Se graduó en Oxford con un título en Filosofía, Política y Economía. Luego estudió actuación en el Royal Central School of Speech and Drama.[cita requerida]

## Filmografía
| Año  | Título                               | Papel                | Notas                     |
| ---- | ------------------------------------ | -------------------- | ------------------------- |
| 2006 | The Path to 9/11                     |                      | Película de televisión    |
| 2006 | The Road to Guantanamo               | Shafiq               |                           |
| 2007 | Britz                                | Sohail Wahid         | Película de televisión    |
| 2007 | For Better or Worse                  | Danny                |                           |
| 2008 | Dead Set                             | Riq                  | Miniserie                 |
| 2008 | Shifty                               | Shifty               |                           |
| 2009 | Freefall                             | Gary                 | Película de televisión    |
| 2009 | Rage                                 | Vijay                |                           |
| 2010 | Four Lions                           | Omar                 |                           |
| 2010 | Centurion                            | Tarik                |                           |
| 2011 | Ill Manors                           | Aaron                |                           |
| 2011 | Trishna                              | Jay                  |                           |
| 2012 | The Reluctant Fundamentalist         | Changez              |                           |
|      | Circuito cerrado                     | Nazrul Sharma        |                           |
| 2014 | Nightcrawler                         | Rick                 |                           |
| 2016 | Rogue One: una historia de Star Wars | Bodhi Rook           |                           |
| 2016 | Jason Bourne                         | Aaron Kalloor        |                           |
| 2016 | The Night Of                         | Nasir "Naz" Khan     | Miniserie HBO             |
| 2016 | The OA                               | Elias Rahim          | Serie Original de Netflix |
| 2018 | The Sisters Brothers                 | Hermann Kermit Warm  |                           |
| 2018 | Venom                                | Carlton Drake / Riot |                           |
| 2020 | Sound of Metal                       | Ruben Stone          |                           |
| 2021 | Encounter                            | Malik Khan           |                           |
| 2021 | Flee                                 | Amin Nawabi          | Voz                       |
| 2023 | Nimona                               | Ballister Boldheart  | Voz                       |
| 2023 | Fingernails                          | Amir                 |                           |

## Premios y nominaciones

### Premios Emmy
| Año  | Categoría                            | Película     | Resultado |
| ---- | ------------------------------------ | ------------ | --------- |
| 2018 | Mejor actor de miniserie o telefilme | The Night Of | Ganador   |
| 2018 | Mejor actor invitado - comedia       | Girls        | Nominado  |

### Premios Óscar
| Año  | Categoría          | Película         | Resultado |
| ---- | ------------------ | ---------------- | --------- |
| 2021 | Mejor actor        | Sound of Metal   | Nominado  |
| 2022 | Mejor cortometraje | The Long Goodbye | Ganador   |

### Premios BAFTA
| Año  | Categoría   | Película       | Resultado |
| ---- | ----------- | -------------- | --------- |
| 2021 | Mejor actor | Sound of Metal | Nominado  |

### Premios Globo de Oro
| Año  | Categoría           | Película       | Resultado |
| ---- | ------------------- | -------------- | --------- |
| 2021 | Mejor actor - Drama | Sound of Metal | Nominado  |

### Premios del Sindicato de Actores
| Año  | Categoría   | Película       | Resultado |
| ---- | ----------- | -------------- | --------- |
| 2021 | Mejor actor | Sound of Metal | Nominado  |

### Premio de la crítica cinematográfica
| Año  | Categoría   | Película       | Resultado |
| ---- | ----------- | -------------- | --------- |
| 2021 | Mejor actor | Sound of Metal | Nominado  |

### Independent Spirit Awards
| Año  | Categoría   | Película       | Resultado |
| ---- | ----------- | -------------- | --------- |
| 2021 | Mejor actor | Sound of Metal | Ganador   |

## Discografía

### Álbumes
- MICroscope (2011)
- The Long Goodbye (2020)

### Sencillos
- "The Post 9/11 Blues" (2006)
- "People Like People" (2007)
- "Radar" (2008)
- "Shifty" (con Sway & Plan B) (2009)
- "Don't Sleep" (2009)
- "Hundreds and Thousands" (2010)
- "Get on It" (2010)
- "All of You" (2011)